# Рейнор, Джордж
Джордж Сидней Рейнор (англ. George Sidney Raynor; 13 января 1907, Хойленд — 24 ноября 1985, Бакстон) — английский футболист и тренер. Долгое время возглавлял сборную Швеции, которую привёл к выигрышу Олимпиады 1948, а также к двум призовым местам на чемпионате мира.

## Карьера
Джордж Рейнор родился в городе Хойленд, около Барнсли, в семье шахтёра. Он начал карьеру в клубе «Элсекар Байбл Класс», затем играл за «Мексборо Атлетик» и «Уомбуэлл», везде играя справа в полузащите из-за невысокого, 170 см, роста. Первым профессиональным клубом в карьере Рейнора стал «Шеффилд Юнайтед», за который он сыграл лишь 1 встречу. Затем он играл за «Мансфилд Таун» и «Ротерем Юнайтед», «Бери» и «Олдершот». В 1939 году он, по указанию футбольной ассоциации, пошёл в британскую армию в качестве инструктора по физической подготовке. Его направили в Багдад, где Джордж, помимо инструктирования иракских военных специалистов, тренировал команду, которая играла в соседних с Ираком странах в качестве национальной сборной. Время от времени выступал в качестве «гостевого игрока» за «Олдершот», «Борнмут», «Кристал Пэлас» и «Халл Сити». После окончания войны, Рейнор, по инициативе президента футбольной ассоциации Стэнли Роуза, вернулся в Англию, где стал тренером молодёжного состава «Олдершота».
В 1946 году Джордж уехал в Швецию, став главным тренером сборной страны. В этом ему помог Стэнли Роуз, который рекомендовал Райнера шведскому футбольному руководству. После 6 месяцев просмотра, с английским тренером был подписан полноценный контракт. Уже на следующий год его команда достойно проиграла со счётом 2:4 англичанам на Хайбери. На следующий год шведы обыграли на Уэмбли со счётом 3:1 Югославию, и впервые в своей истории выиграли футбольный турнир на Олимпиаде. Рейнор стал открывателем трио нападения команды, ставшее позже известным как Гре-Но-Ли. Через два года Швеция поехала на чемпионат мира в Бразилию, где выиграла бронзовые медали. Эту же награду шведы завоевали в 1952 году на Олимпиаде, где команда Рейнора проиграла 0:6 в полуфинале Золотой команде. Джордж Рейнор сделал выводы из этой игры: год спустя Швеция и Венгрия сыграли в Будапеште вничью 2:2, при том, что Курт Хамрин на последних минутах попал в перекладину, а сам английский тренер смог нейтрализовать диспетчера венгерской команды, Нандора Хидегкути.
Одновременно с работой в сборной страны, Рейнор тренировал местные клубы. С ГАИСом английский тренер успехов не добился, а вот АИК под руководством Джорджа дважды выигрывал Кубок Швеции. В этот же клуб он пригласил Леннарта Скоглунда и перевёл его на фланг полузащиты, позицию, на которой игрок выступал до конца карьеры. Также Рейнер тренировал клуб «Отвидаберг». Затем англичанин уехал в Италию, где работал техническим директором «Ювентуса», а затем тренировал «Лацио» вместе с Роберто Копернико. Потом Рейнор возвратился в Англию, где недолго, в течение 5 месяцев, возглавлял «Ковентри Сити». Он ушёл оттуда из-за конфликта с руководством команды. В 1956 году Рейнор повторно возглавил сборную Швеции. Он смог убедить Шведский футбольный союз в необходимости привлечения игроков-профессионалов, выступающих за иностранные клубы. И на чемпионат мира 1958 поехали сильнейшие игроки, включая Лидхольма, Харина, Сельмоссона и Скоглунда, игравших в Италии, а также Брора Мельберга из чемпионата Франции. С этими футболистами Швеция, по ходу турнира, смогла обыграть чемпионов и вице-чемпионов прошлого турнира, немцев и венгров, а также олимпийских чемпионов 1956, сборную СССР. Лишь в финале Швеция проиграла Бразилии со счётом 2:5. За это достижение Рейнер стал кавалером ордена Вазы.
После ухода с поста наставника шведской сборной, Рейнер тренировал клуб «Скегнесс Таун». Во время работы там Джордж на один матч возглавил сборную Швеции, которая встречалась с Англией и обыграла её со счётом 3:2. После этой игры он сказал: «Я предпочёл бы сделать эти же вещи для страны, где я родился. Я хочу работать в Англии. Меня хотят видеть в Гане, в Израиле, в Мексике и в Швеции. Я являюсь рыцарем в Швеции и имею огромную золотую медаль благодарности от короля Густава. У меня есть письмо с благодарностью и признательностью от премьер-министра Ирака. Мой рекорд в качестве тренера является лучшим в мире. Я не курю. Я не пью. Я живу для футбола. Девять человек английского футбольного комитета должны уволить себя». Затем Рейнер тренировал шведский «Юргорден», а также недолго, уже в третий раз, сборную Швеции. Последним клубом Джорджа стал «Донкастер Роверс» из четвёртого дивизиона, в котором Райнер проработал 7 месяцев. После ухода оттуда он сказал: «Это была моя лебединая песня. Теперь я умирающий лебедь». Потом Райнер остался без работы: он был вынужден работать помощником кладовщика в лагере отдыха Yorkshire Butlins, работать учителем на неполный рабочий день в Skegness и подрабатывать в газете Daily Herald. В конце жизни Райнер получил инвалидность из-за мучившего его ревматизма. Он умер 24 ноября 1985 года в городе Бакстон, графство Дербишир.

## Достижения
- Победитель Олимпийских игр: 1948
- Обладатель Кубка Швеции: 1949, 1950

## Награды
- Кавалер ордена Вазы: 1958